# Pseudoanglicyzm
Pseudoanglicyzm – wyraz istniejący w języku innym niż angielski, utworzony ze słów i zwrotów języka angielskiego. W odróżnieniu od anglicyzmu nie ma jednak odpowiednika w języku angielskim. Są to również zapożyczenia, których znaczenie odbiega od słowa lub zwrotu angielskojęzycznego, różnią się formalnie lub semantycznie. Pseudoanglicyzmy występują w tych językach, w których istnieją zapożyczenia z języka angielskiego.
Pseudoanglicyzmy często mylone są z anglicyzmami właściwymi, gdyż czasem nieraz łudząco przypominają angielskie leksemy. Do utworzenia pseudoanglicyzmu dochodzi, kiedy w języku zapożyczającym nie istnieje element leksykalny niezbędny do utworzenia danego słowa i wtedy zapożycza się go z języka angielskiego: istniejące w języku niemieckim słowo Wellfit-bar zbudowano z angielskojęzycznych morfemów well, fit, bar.

## Typy pseudoanglicyzmów
Istnieją trzy zasadnicze typy pseudoanglicyzmów. Typ leksykalny powstaje w wyniku użycia w języku docelowym słowa w zupełnie innym znaczeniu niż w języku angielskim. Przykładem leksykalnego pseudoanglicyzmu jest niemieckie słowo Handy oznaczające telefon komórkowy; angielskie znaczenie tego słowa to poręczny, wygodny. Inny podtyp typu leksykalnego to tworzenie wyrazu z zapożyczonych z angielskiego form morfologicznych, np. duński wyraz joykiller (po angielsku killjoy, party pooper) został utworzony z morfemów joy – radość i killer – zabójca.
Pseudoanglicyzmy morfologiczne otrzymuje się zmieniając formę angielskich morfemów wchodzących w skład zapożyczenia. Do tego typu wyrazów należy istniejący w językach polskim, włoskim czy hiszpańskim happy end, który powstał w wyniku redukcji końcówki angielskiego wyrażenia happy ending. Inne przykłady to niemiecki wyraz Pulli, w którym zredukowano morfem angielskiego wyrazu złożonego pullover, czy też niemiecki wyraz Profi, którego bazą jest angielski wyraz professional.
Pseudoanglicyzmy semantyczne przypominają w swej formie oryginalny wyraz języka angielskiego, jednak zmienione są sens i znaczenie wyrazu. Do tego typu pseudoanglicyzmów należą np. polski wyraz dres – oryginalnie angielski wyraz dress oznacza sukienkę. Istniejący w języku polskim, a zapożyczony z angielskiego wyraz dancing w tym znaczeniu w języku angielskim nie istnieje – lokal z tańcami to dancehall lub ballroom.

## Cechy pseudoanglicyzmów
Pseudoanglicyzmy nie ograniczają się do jednego języka i mogą przedostawać się do innych. Wyraz smoking (po angielsku tuxedo) przedostał się z języka niemieckiego do języka duńskiego i polskiego. Czasem trudno jest stwierdzić, który język jest dla pseudoanglicyzmu językiem źródłowym. Czasami pseudoanglicyzmy są internacjonalizmami, czyli wyrazami międzynarodowymi, takimi wyrazami są np. mobbing (od angielskiego mob – tłum, hałastra, ale także oblegać), parking (angielski parking site) i inne. Pseudoanglicyzmy pojawiają się również w środowiskach etnicznych na obszarze Stanów Zjednoczonych lub Wielkiej Brytanii, np. w języku Polonii amerykańskiej centrum handlowe określa się jako shopping, utworzone od angielskiego zwrotu shopping mall. Pseudoanglicyzmy występują również w języku młodzieżowym, np. są nimi wyrazy z dodaną końcówką –ing, np. churching, homing.